# Rubia atropurpurea
Rubia atropurpurea är en måreväxtart som beskrevs av Joseph Decaisne. Rubia atropurpurea ingår i släktet krappar, och familjen måreväxter. Inga underarter finns listade i Catalogue of Life.